# Maurício Antônio
Maurício Antônio (ur. 6 lutego 1992 w São Paulo) – brazylijski piłkarz występujący na pozycji obrońcy.

## Kariera piłkarska
Od 2012 roku występował w Pelotas, Penapolense, Juventus, Portimonense SC, Porto B, CS Marítimo i Urawa Reds.